# Nicolae Testemițanu
Nicolae Testemițanu (n. 1 august 1927, Ochiul Alb, județul Bălți, Regatul României – d. 20 septembrie 1986, Chișinău, RSS Moldovenească, URSS) a fost un reputat chirurg și om politic moldovean, din perioada sovietică.

## Biografie

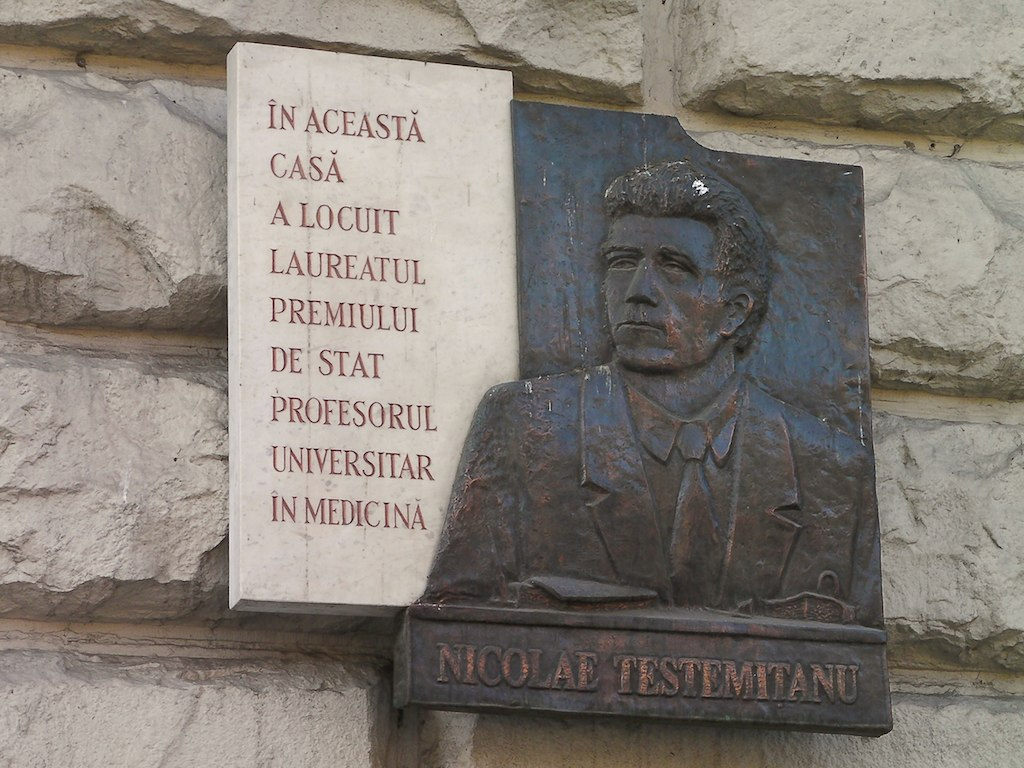
Placa de pe casa lui Nicolae Testemițanu din Chișinău.

Nicolae Testemițanu s-a născut la 1 august 1927 în satul Ochiul Alb, județul Bălți. Finalizează studiile gimnaziale în s. Baraboi, apoi la Școala medie nr. 1 din or. Bălți, iar în anul 1951 absolvește Institutul de Stat de Medicină din Chișinău (ISMC). În același an este admis în ordinatură clinică la Catedra de chirurgie generală a ISMC, în paralel, activând ca medic în Secția de chirurgie a Spitalului Raional din Rîșcani. Din 1954 este angajat ca asistent, ulterior conferențiar, profesor, iar mai târziu - șef al acestei catedre. Exercită și funcția de medic-șef al Spitalului Clinic Republican și fondează revista „Ocrotirea sănătății”.
În 1958 susține teza de doctor în științe medicale, iar un an mai târziu, la vârsta de doar 32 de ani, este numit rector al Institutului de Stat de Medicină din Chișinău. Testemițanu reușește să deschidă facultățile de Stomatologie (1959), Perfecționare a Medicilor (1962), Medicină Preventivă (1963) și Farmacie (1964). Datorită acestui fapt, numărul studenților se dublează, soluționând problema insuficienței cadrelor medicale din țară. A consolidat efectivul didactic și baza tehnico-materială, a asigurat procesul de instruire cu utilaj și materiale didactice, a îmbunătățit condițiile de trai ale angajaților și studenților.
În anul 1963 Nicolae Testemițanu este numit în funcția de ministru al Sănătății al RSSM, continuând să activeze la Catedra de traumatologie, ortopedie și chirurgie de campanie. Fiind ministru a elaborat strategii orientate spre consolidarea patrimoniului sistemului de sănătate, asigurarea cu cadre medicale, perfecționarea formelor și metodelor de organizare a asistenței medicale acordate populației. A pledat pentru asigurarea sistemului de sănătate cu cadre medicale, preponderent autohtone, și introducerea limbii române în procesul de instruire, inițiativă pentru care, în anul 1968, a fost destituit din postul de ministru. A mai fost acuzat de asemenea de legături cu Frontul Național Patriotic și că ar susține separarea RSS Moldovenești de URSS și unirea cu România. Mai târziu este numit conferențiar la Catedra de medicină socială și organizare a ocrotirii sănătății. În anul 1973 susține teza de doctor habilitat în științe medicale. După conferirea titlului științifico-didactic de profesor este numit șef al Catedrei de medicină socială, pe care o conduce până la ultima suflare.
A publicat peste 220 de lucrări științifice, inclusiv 15 monografii, lucrări metodice consacrate managementului în sănătate publică și istoriei medicinei. Sub conducerea lui Nicolae Testemițanu a fost elaborat conceptul de asigurare a populației rurale cu asistență medicală specializată, apreciat cu Premiul de Stat în domeniul științei și tehnicii. Totodată, catedra condusă de profesorul Testemițanu a fost recunoscută în URSS ca centru științific coordonator în probleme de organizare a ocrotirii sănătății populației din mediul rural.
Nicolae Testemițanu s-a stins din viață la 20 septembrie 1986.
Postmortem, i-a fost conferit titlul de academician al AȘM. Începând cu anul 1990, Universitatea de Stat de Medicină și Farmacie din Republica Moldova poartă numele  savantului.
Istoricul Igor Cașu a declarat că, datorită inițiativei lui Testemițanu de a promova drept cadre medicale moldoveni români și nu personal din alte republici sovietice, dar și datorită faptului că el a promovat predarea în limba română la Universitatea de Medicină, medicii din RSS Moldovenească au ajuns în anii de renaștere națională să fie printre cei mai activi promotori ai valorilor românești. Tot conform lui Cașu, Testemițanu a început re-românizarea medicinii din Chișinău fenomen care, chiar dacă Testemițanu a fost rapid demis, nu a mai putut fi oprit.

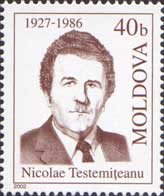
Timbru poștal din Republica Moldova, dedicat lui Nicolae Testemițanu

## Medalia „Nicolae Testemițanu”
Medalia „Nicolae Testemițanu” este o medalie de stat din Republica Moldova. În ierarhia priorității medaliilor este ultima, imediat după Medalia „Mihai Eminescu”.